# 후지산의 분화사
일본 후지산에서 일어났었던 분화 활동에 대해 과학적으로 연구되었거나 역사서 등에 기록되어 있는 사실들이다.
후지산은 높이와 산세의 웅대함에서 일본 화산 중 최대이다. 후지산은 최근 10만년 이래 급속히 팽창하였다고 추측되며, 즉 아직 '젊은 화산'으로 분류될 수 있다. 현재 보이는 산의 외관은 약 1만년 전부터 분화 활동을 시작한 신 후지화산(新富士火山)으로서, 지금의 화산체 아래에 약 70만년 전부터 분화한 고미타케화산(小御岳火山)과 약 10만년 전부터 1만년 전에 걸쳐 분화했던 고 후지화산(古富士火山)이 존재한다.

## 고미타케 화산
후지산 주변 일대에는 약 100만년 전부터 화산 활동이 활발했던 것으로 알려져 있다. 약 70만년 전, 현재 후지산의 위치에서 고미타케 화산이 활동을 시작했다. 그 무렵은 남동측의 아시타카산(愛鷹山)의 활동도 활발하여, 2개의 거대한 활화산이 병립하던 형국이었다. 현재 이 화산의 정상부가 후지산 북사면의 표고 2300미터 고미타케 부근에 드러나 있다.

## 고 후지화산
고미타케의 화산 활동이 잠시 휴지기에 들어간 후, 약 10만년 전부터 새로운 활동기에 들어갔다. 이 시기를 고 후지화산이라고 부른다. 고 후지화산은 폭발적인 분화가 특징으로, 대량의 화산재와 용암을 분출하고, 표고 3000미터가 넘는 커다란 산체가 형성되었다.

### 빙하기와 이류(泥流)
후지산 주변의 조사에서, 고 후지화산의 시대에는 라하르[Lahar, 화산이류(火山泥流)]가 빈발했던 사실이 판명되고 있다. 당시는 빙하기로서, 가장 한랭화한 시기에는 후지산의 설선(雪線, 하계에도 눈이 녹지 않는 지대의 경계)은 표고 2500미터 부근에 달했고, 그보다 더 위쪽에는 만년설 또는 빙하가 존재했다고 추정되고 있다. 정상 주변의 분화에 의한 화산 분출물이 눈이나 얼음을 녹여 대량의 이류(泥流)를 발생시켰다고 추정된다.

### 간토 롬 층(loam層)
도쿄 주변에는 간토 롬 층이라고 불리는 갈색의 사질토가 넓게 펼쳐져 있었다. 이것은 고 후지화산에서 날아온 화산재가 주가 되어 형성된 토층이다. 이 시기에 하코네산도 대량의 화산재를 분출하고 있었는데, 하코네의 화산재는 백색, 고 후지화산의 화산재는 갈색으로 구분되고 있다.

### 용암이 분화의 주체가 되다
약 1만1000년 전에 분화의 형태가 크게 바뀌어, 그 후 약 2000년간은 단속적으로 대량의 용암을 분출하였다. 후지산의 용암은 현무암질로 유동성이 높아 멀리까지 흘러가는 경향이 있었다. 이 시기에 분출된 용암은 최대 40킬로미터까지 흘러가기고 하였고, 남쪽으로 흐른 용암은 스루가만(駿河湾)까지 도달하였다. 긴 거리에 걸쳐 흘러간 대표적인 용암에는 다음과 같은 예가 있다.
- 야마나시현(山梨県) 오오츠키 시(大月市)까지 흐른 사루바시 용암(猿橋溶岩)
- 아시타카산의 북측으로부터 동쪽으로 돌아서 남하하여, 현재의 시즈오카현 미시마(三島)의 미시마 역 주변에 도달한 미시마 용암

## 신 후지화산
고 후지화산의 용암류가 분출한 이후 약 4000년간 후지산은 평온한 상태였지만, 약 5000년 전부터 새로운 화산활동기에 진입했다. 오늘날에 이르는 이 화산활동을 신 후지화산이라고 부른다. 신 후지화산의 분화 활동에는 용암류, 화산쇄설류, 스코리아, 화산재, 산체 붕괴, 측화산(側火山)의 분화 등 다양한 현상이 있기에, '분화 백화점'(噴火のデパート)이라고도 불린다. 또 신 후지화산의 화산재는 흑색인 경우가 많다. 8세기 이후에는 일본의 역사기록에 후지산의 활동이 남기 시작하여, 분화에 대한 귀중한 데이터가 되고 있다. 대표적인 분화는 다음과 같다.

### 3000년 전의 폭발적 분화
조몬시대 후기에 4회의 폭발적인 분화가 일어났다.

### 고텐바 이류
약 2300년 전 후지산의 동측 사면에서 대규모의 산체붕괴가 발생하여, 이류가 고텐바시로부터 동쪽으로는 아시가라 평야(足柄平野)에, 남쪽으로는 미시마시를 통과해 스루가만에 흘러들어갔다.

### 엔랴쿠 대분화
일본기략(日本紀略)의 기록에 의하면, 800년(엔랴쿠[延曆] 19년), 음력 3월 14일부터 4월 18일에 걸쳐 대규모의 분화가 일어났었다고 기록되어 있다. 또한, 802년(엔랴쿠 21년) 1월 8일에도 분화했다는 기록이 있다. 이로 인해 사가미노쿠니(相模国)의 아시가라 로(足柄路)가 폐쇄되었고, 5월 19일부터 다음해 5월 8일까지 1년간은 하코네 인근의 도로가 대신 이용되었다고 한다.

### 조간 대분화
864년(조간[貞觀] 6년), 후지산의 북서쪽 사면에서 대량의 용암이 흐르는 분화가 일어났다. 일본3대실록에 기록되어 있다.

### 호에이 대분화

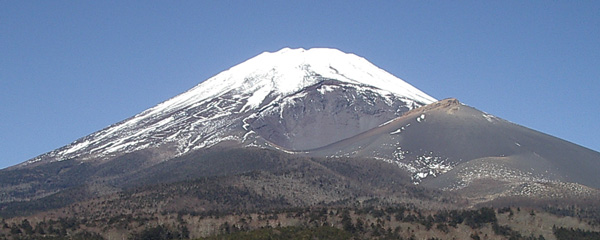
후지산 동쪽 스소노 시에서 바라본 호에이산과 제1 분화구

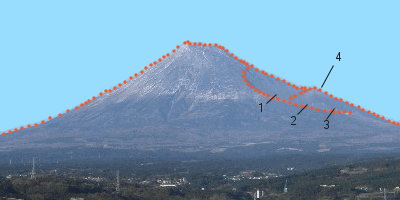
남쪽에서 바라본 후지산의 호에이 분화구. 1: 제1 분화구, 2: 제2 분화구, 3: 제3 분화구, 4: 호에이산

호에이 대분화는 1707년(호에이4년) 후지산이 분화한 사건을 말한다. 헤이안 시대의 두 차례의 분화(엔랴쿠 대분화, 조간 대분화)와 함께 기록에 남아 있는 세 번째의 대분화이다. 호에이 대분화의 특징은 화산재는 100킬로미터나 떨어진 에도까지 날아갔지만, 용암이 흐르지는 않았다는 점이다. 이러한 호에이 대분화에서 분출된 분출물의 양은 약 8억 세제곱미터, 즉 약 8천억 리터정도로 추정되고 있다. 분화는 후지산의 동남측 사면에서 일어났으며, 이로 인하여 3개의 분화구가 형성되었다. 정상에서부터 차례로 제1, 제2, 제3 호에이 분화구가 겹쳐진 모양으로 나란히 늘어서 있지만, 산기슭에서 보면 크기가 제일 큰 제1분화구만 눈에 띈다. 이후 지금까지는 후지산이 분화한 적은 없다.

### 산 정상부 주변의 분기활동
호에이 대분화 이후, 후지산에서는 대규모의 화산활동이 없었지만 에도시대 말기에서 쇼와 중기에 거쳐, 산 정상부 화구 남동측의 아라마키(荒巻)이라 불리는 장소를 중심으로 분기(噴氣) 활동이 일어났었다.
이 활동은 1854년의 안세이 도카이 지진(安政東海地震)을 계기로 시작되었다고 알려졌으며, 메이지, 다이쇼, 쇼와 중기에 걸친 기간, 아라마키를 중심으로 한 일대에 명백한 분기활동이 존재했었던 사실을 기상관측소의 기록이나 등산객의 증언으로 알 수 있다.
이 분기활동은 메이지 중기부터 다이쇼 시기에 걸쳐, 활발했었다고 한다. 활동은 쇼와시기에 들어 저조해졌지만, 1957년 일본 기상청의 조사에서도 섭씨 50도의 온도를 기록하였다. 그 후 1960년대에 활동이 종식되고, 현재 산 정상 부근에는 분기활동이 보이지 않고 있다.
하지만, 분기활동 종료 후에도 산 정상 화구나 호에이 화구 부근에서 지열이 관측되었다는 기록도 존재한다. 이렇게 근년에 이르기까지 후지산에 분기라는 화산활동의 제형태중 한 종류가 계속해서 일어나고 있었다는 사실은, 후지산이 활동을 쉬고 있을 뿐, 얼마든지 다시 분출할 수 있다는 사실을 말해준다고 할 수 있다.

### 분화의 기록
옛 기록에 의하면 신 후지화산의 분화는 781년 이후 17회에 걸쳐 행해졌다. 분화는 헤이안 시대에 많았고, 800년부터 1083년까지의 기간에 12회의 분화기록이 있다. 또 분화를 멈춘 휴지기가 수백년에 걸쳤던 적도 있었다. 예를 들면 1083년부터 1511년까지 400년 이상 분화의 기록이 없다. 또 1707년 호에이 대분화 이후 현재까지 약 300년간 분화가 일어나지 않고 있다.

## 같이 보기
- 호에이 대분화
- 후지산

## 참고 문헌
- 富士山 その自然のすべて 諏訪 彰編集 1992年同文書院 ISBN4-8103-4047-3